# Edwin Catmull
Edwin Earl Catmull, né le 31 mars 1945 à Parkersburg, Virginie-Occidentale, est un informaticien américain et un des fondateurs du studio d'animation Pixar. Il devient président de Walt Disney Feature Animation en 2006, entité renommée l'année suivante en Walt Disney Animation Studios.

## Biographie
Catmull grandit dans une famille appartenant à l'Église de Jésus-Christ des saints des derniers jours (mormons). Il étudie à l'université de l'Utah où il soutient une thèse en physique. En tant qu'informaticien, Catmull contribue à plusieurs développements importants dans l'infographie, notamment dans le domaine technologique avec la mise au point d'algorithmes pour l'anticrénelage. En 1979 il devient le directeur de la branche informatique de Lucasfilm et travaille aux effets spéciaux du Retour du Jedi ; la division est bientôt renommée Industrial Light & Magic. Au cours des années suivantes, il réalise des effets spéciaux pour Star Trek II: The Wrath of Kahn. Par la suite, à la demande de Michael Eisner, Catmull développe le logiciel CAPS (Computer Animation Production System), qui permet de colorier par informatique les dessins destinés aux films d'animation Disney au lieu de faire faire le coloriage à la main ; le logiciel, dont le développement coûte plusieurs millions de dollars, fournit aux animateurs un système de coloriage simple, mais permet surtout de stocker et de manipuler des quantités énormes d'images en haute résolution, chose extrêmement difficile avec les capacités de stockage de l'époque. Le logiciel CAPS pose les bases du premier logiciel employé par la suite par Pixar, le PIC (Pixar Image Computer).  En 1984, Edwin Catmull incite John Lasseter à rejoindre Lucasfilm ; Lasseter réalise Les Aventures d'André et Wally B., un court métrage entièrement en images de synthèse dont le niveau de détail est une prouesse pour l'époque et qui reçoit un excellent accueil de la part des professionnels. En 1986, la division informatique de Lucasfilm est rachetée par Steve Jobs et prend le nom de Pixar ; Steve Jobs en possède les plus grandes parts, les autres étant obtenues par Catmull et par Alvy Ray Smith III.

## Récompenses
En 2006, il reçoit la médaille John von Neumann.
En 2019, il partage le Prix Turing avec Pat Hanrahan.

## Parcours
- Fondation du laboratoire d'infographie au New York Institute of Technology

- 1973 : Première animation 3D, entrée en 2011 au National Film Registry, A Computer Animated Hand (en) - Youtube; celle-ci fut intégrée au film Les Rescapés du futur en 1976.
- 1979 : Travail chez Lucasfilm pour George Lucas
- 1986 : Catmull fonde Pixar avec Steve Jobs & John Lasseter
- 1993 : L'académie des arts de film cinématographique et des sciences lui décerne une récompense pour le développement du logiciel RenderMan
- 2001 : il a reçu un oscar pour les avancements significatifs au champ du film cinématographique
- 2006 : Disney acquiert Pixar